# Mustjõgi (Tallinn)
Der Mustjõgi (zu deutsch „Schwarzfluss“) ist ein 1,8 km langer Bach auf dem Stadtgebiet der estnischen Hauptstadt Tallinn.

## Beschreibung
Der Bach entspringt heute bei der Mustjõe-Straße in Tallinn. In früherer Zeit entsprang er im heutigen Tallinner Stadtbezirk Mustamäe.
Der Bach durchfließt hauptsächlich den Stadtteil Kristiine, daneben auch die Stadtteile Mustamäe und Haabersti. Ein Großteil seines Betts ist kanalisiert oder begradigt.
Der Bach mündet in der Bucht von Kopli (estnisch Kopli laht) in den Finnischen Meerbusen (Ostsee).
Das Einzugsgebiet des Mustjõgi beträgt 13,9 km².
Andere, inoffizielle Namen sind Mustjõe oja und Mustoja.